# Омирбеков, Жаппар Ералинович
Жаппар Ералинович Омирбеков (каз. Жаппар Ералыұлы Өмірбеков; 20 ноября 1920, Каркаралинский район, Карагандинская область, СССР — 3 мая 2010, Алма-Ата, Казахстан) — советский и казахский поэт, детский писатель, прозаик, переводчик, заслуженный деятель культуры Республики Казахстан.

## Биография
Родился 20 ноября 1920 года в Каркаралинском районе Карагандинской области.
Окончил Карагандинский учительский институт. Преподавал в школах, работал в редакциях журналов и издательств.
В 1947 году окончил факультет журналистики Казахского государственного университета.
В 1959 году окончил Высшие литературные курсы при Союзе писателей СССР.
С 1951 года — член Союза писателей СССР.

### Трудовая деятельность
С 1944 по 1945 годы — Корреспондент газеты «Социалистік Қазақстан» (ныне «Егемен Казахстан»).
С 1947 по 1953 годы — секретарь, зав.отделом редакции журнала «Литература и искусство».
С 1952 по 1957 годы — Старший редактор, заведующий редакцией поэзии издательства «Жазушы».
С 1959 по 1965 годы — Главный редактор Алма-Атинской телевизионной студии, Государственного комитета Казахской ССР по телевидению и радиовещанию.
С 1965 по 1977 годы — Заведующий отделом науки и искусства журнала «Жулдыз», ответственный секретарь Совета детско — юношеской литературы Союза писателей Казахстана.
С 1971 по 1981 годы — Заведующий редакцией издательства «Жазушы».

## Творчество
Первый сборник стихов и поэм выпущен в 1954 году.
В 1958 году издана эпическая поэма. «Невеста героя». В 1960 году поэма выходит на русском языке в издательстве «Советский писатель».
Выпустил сборники стихов и поэм «Двадцать четыре часа» (1959), «Тысяча окон» (1962), «Вечная верность» (1973), «Искорка земли» (1976), «Глубинный свет» (на русском языке, 1970), роман в стихах «Любовь и мужество» (1966). Автор книг для детей: «Елеусиз» (1955), «Сто и семьдесять детей Анны Никифоровны» (1959), «Про тетю Аню» (1960), сборник стихов «Вечерняя песня» (1971).
Перу писателя принадлежит ряд прозаических произведений: очерки и рассказы «Современник-собеседник» (1967), повести «Талая вода» (1975), «Воля к жизни» (1980). Автор телепьес «Дорогой свободы», «Рожденная в огне» и др.
Стихи Жаппара Омирбекова переведены на украинский, белорусский, таджикский, армянский и другие языки.

## Награды
- Дважды награждён Почётной грамотой Верховного Совета Казахстана — за особые заслуги в области литературы и печати.
- 1970 — Медаль «В ознаменование 100-летия со дня рождения Владимира Ильича Ленина»
- 1980 — Почётный гражданин города Каркаралинска — за вклад в социально-культурное развитие города.
- 1984 — Медаль «За освоение целинных земель»
- 1999 — Почётный гражданин Каркаралинского района — за заслуги в развитии культуры района и казахской литературы.
- 2001 — Медаль «10 лет независимости Республики Казахстан»
- 2006 — Орден Парасат за особый вклад в отечественную литературу и активную общественную деятельность.
- 2008 — Медаль «10 лет Астане» и др.